# Alain Péclard
 (août 2024).
Améliorez-le ou discutez des points à vérifier. 
Pour les articles homonymes, voir Péclard.
Alain Péclard est un artiste suisse contemporain qui vit et travaille en France.

## Biographie
Alain Péclard est né le 4 mai 1943 à Bâle en Suisse. Il étudie à l’Académie des beaux-arts de Munich. En 1968, il obtient une bourse du gouvernement Suisse qui lui attribue un atelier à la Cité internationale des arts (Paris). Depuis cette date, il vit et travaille à Paris. De 2002 à 2008, il expose en permanence à la galerie Orion, avec le groupe MADI.

« La biographie d’Alain Péclard relève d’une démarche constante et obstinée, orientée vers l’essentiel. Son œuvre se décompose en plusieurs périodes. Les unes, descriptives, s’inspirent de la mythologie, sensibles au déroulement des civilisations. Les autres, plus philosophiques, s’attachent au fondement des choses, au mouvement de flux et de reflux qui structure et déstructure. (…) À travers la diversité de ses propositions (sculptures et reliefs déployés, soit jouant d’un réel réinventé, soit déclinés sous une forme abstraite géométrique), Alain Péclard met en situation tradition et modernité. Contrastes esthétiques qui remontent le temps et défient l’espace. »

— Claude Dorval, avril 2000, Galerie Claude Dorval

### Principales expositions personnelles
- 1964 : Galerie Hof, RDA.
- 1969 : Galerie Zunini, Paris.
- 1970 : Galerie Riehentor, Bâle, Suisse.
- 1972 : Kunsthalle, Bâle, Suisse.
- 1976 : Galerie Audoin, Paris.
- 1978 : Galerie Paris Sculpt, Paris.
- 1981 : Château Soubiran, Dammarie-lès-Lys.
- 1981 : Centre culturel Jacques Prévert, Villeparisis.
- de 1982 à 1987 : Les Bovins, Musée de Dôle ; ANCR de Gap, Digne et Marseille ; Centre Culturel de Marne-la-Vallée.
- 1983 : Espace du Bateau Lavoir, Paris.
- 1984 : Centre d'Art Contemporain Albert Chanot, Clamart.
- 1988 : Maison de la Culture, Amiens.
- 1988 : Regards, Générale Sucrière, Abbeville.
- 1989 : L'Europe des Créateurs / Utopie 89, Grand Palais, Paris.
- 1991 et 1993 : Galerie Duval-Dunner, Paris.
- 1991 : Pavillon Suisse, Cité Universitaire, Paris.
- 1991 : Galerie de l'Artelier, Paris.
- 1992 : Galerie de l’Udac, Paris.
- 1992 : Galerie municipale, Locarno, Suisse.
- 1993 : Galerie Hélios, Honfleur.
- 1993 : Galerie Brunner, Honfleur.
- 1993 : Maison du Don, Paris.
- 2000 et 2002 : Galerie Claude Dorval, Paris[1].
- 2001 : Médiathèque François-Mitterrand, Villers-Cotterêts.
- de 2002 à 2008 : Galerie Orion, Paris.
- de 2002 à 2012 : Les Ateliers du Père Lachaise Associés, Paris[2].
- 2007 : Galerie de la Capitainerie, Verdon-sur-Mer.
- 2007 : Mairie du 20e, Paris.
- 2008 : Musée d’art et d’archéologie, Soulac-sur-Mer.
- 2008 : Galerie des Wantiers, Valenciennes.
- 2009 et 2011 : Abbaye de Vertheuil, Gironde.
- de 2011 à 2012 : Galerie Paradis, Marseille.
- 2013 : Galerie L’Œil du Vingtième, Paris.
- 2013 : Symposium Sculptures, Médoc Culturel, Saint-Germain-d'Esteuil.

### Principales commandes publiques
- 1975 : Wiener Internationale Gartenschau 1974 (WIG 74), Exposition internationale d'horticulture, Parc Floral de Laaer Berg, Vienne, Autriche.
- 1986 : Les Secrets du Vivant: évolution d'un animal, Cité des sciences et de l'industrie, Paris[3].
- 1988 et 1989 : Ptéranodon et L’Évolution des Chauves-souris, Muséum d'histoire naturelle de Genève.
- 1989 : L'Europe des Créateurs, Institut national de la recherche agronomique (I.N.R.A.).
- 1991 : Sculpture monumentale, Douane de Saint-Julien-en-Genevois.

### Catalogues
- Alain Péclard, 1981, Édition Centre Culturel Municipal J.-Prévert, Villeparisis, France[4].
- "Françoise Jaquet-Girbal, Sara Grossert, Alain Péclard: Esposizione", 1992, Galleria SPSAS, Locarno[5].